# 三乐旅游铁路
三乐旅游铁路是位于中国海南省三亚市和乐东县的一条已部分开通的城际铁路；该线为大三亚城际铁路1号线，利用海南西环铁路和海南西环高速铁路开行。全线共计设立14个站点，运营线路全长约103公里，列车运行最高速为160公里/小时。项目于2019年12月获得中国国家铁路集团批复同意建设，已于2020年开工，其中三亚至崖州段于2024年11月16日开通运营。未来将与规划中的三亚至陵水铁路等城际铁路连接，共同组成“三亚旅游圈城际铁路网”。

## 历史
2018年5月，三亚市交通局委托中国中铁二院开展海南西环铁路三亚至乐东段公交化改造可行性报告，中铁二院于当年6月份出具预可研报告，报告提出改造线路长度110.7km，改造范围自三亚站起至乐东境内的岭头站(新建)。其中新建13座车站，改扩建3座既有车站，预估投资额32.42亿元(单线扩改方案）86.92亿元(新增二线方案)。
此后在审批过程中对设计做出了一些改动，包括线路走向改为大段利用海南西环高速铁路。
2019年12月，中国国家铁路集团批复利用海南西环高铁和货线三亚至乐东（岭头）段开行公交化旅游化列车改造工程，工程投资估算58.2亿元，由三亚市人民政府负责工程建设投资。其中西环高铁利用车站3座，改建车站3座，新建车站4座，预留车站2座。西环货线改建车站2座，新建车站2座。新建城际站按满足8辆编组确定站台、到发线长度，西环高铁既有站改建按原标准实施。同月红塘湾站站前配套工程正式开工。
2020年5月，海南西环铁路三亚至乐东段公交化旅游化列车改造工程新大保隧道刷坡完成，洞口工作面全部打开。
2023年11月16日至17日，三乐旅游铁路项目崖州联络线双线特大桥双转体梁、岭头折返线单线特大桥双转体梁分别成功完成转动，实现精准对接，在连续两天时间内四个转体梁完成转体。
2024年11月16日上午，三乐旅游铁路开通仪式在三亚站站前广场举行，开通初期开行三亚站至崖州站区段，乐东段将择期开通。

## 车站列表
| 三乐旅游铁路 | 三乐旅游铁路 | 三乐旅游铁路                                            | 三乐旅游铁路  | 三乐旅游铁路     | 三乐旅游铁路                    |
| 站名         | 里程（km）   | 转乘路线                                                | 所在地        | 车站所在线路     | 备注                            |
| ------------ | ------------ | ------------------------------------------------------- | ------------- | ---------------- | ------------------------------- |
| 三亚站       | 0            | 海南东环高速铁路 海南西环高速铁路 海南西环铁路 粤海铁路 | 三亚市 天涯区 | 海南西环高速铁路 |                                 |
| 凤凰机场站   |              | 海南西环高速铁路                                        | 三亚市 天涯区 | 海南西环高速铁路 |                                 |
| 天涯海角站   |              |                                                         | 三亚市 天涯区 | 海南西环铁路     |                                 |
| 红塘湾站     |              |                                                         | 三亚市 天涯区 | 海南西环铁路     | 预留往三亚红塘湾机场支线        |
| 南山北站     |              |                                                         | 三亚市 崖州区 | 海南西环铁路     |                                 |
| 崖州湾站     |              |                                                         | 三亚市 崖州区 | 海南西环铁路     |                                 |
| 崖州站       |              | 海南西环高速铁路                                        | 三亚市 崖州区 | 海南西环高速铁路 |                                 |
| 中心渔港站   |              |                                                         | 三亚市 崖州区 | 海南西环高速铁路 | 不在西环高速铁路正线上 预留车站 |
| 崖州西站     |              |                                                         | 三亚市 崖州区 | 海南西环高速铁路 |                                 |
| 龙栖湾东站   |              |                                                         | 三亚市 崖州区 | 海南西环高速铁路 |                                 |
| 龙栖湾西站   |              |                                                         | 乐东县        | 海南西环高速铁路 | 不在西环高速铁路正线上 预留车站 |
| 乐东站       |              | 海南西环高速铁路                                        | 乐东县        | 海南西环高速铁路 |                                 |
| 利国镇站     |              |                                                         | 乐东县        | 海南西环高速铁路 |                                 |
| 黄流站       |              | 海南西环高速铁路                                        | 乐东县        | 海南西环高速铁路 |                                 |
| 尖峰站       |              | 海南西环高速铁路                                        | 乐东县        | 海南西环高速铁路 |                                 |
| 尖峰北站     |              |                                                         | 乐东县        | 海南西环高速铁路 | 不在西环高速铁路正线上          |

## 运营模式
采用既有西环高速铁路大站车+市郊列车站站停运输组织模式。运行交路采用三亚至崖州/岭头嵌套交路模式。
车辆采用4编组时速160公里以上标准动车组，近期列车配属按15组列车考虑，远期依据情况进行调整，独立配套4条动车组存车线，2条动车组检修线。
乘客可使用支付宝12306小程序扫码乘车。

## 使用列车
三乐旅游铁路列车使用由中车四方生产的，基于CINOVA 2.0城际市域智能列车平台的CRH6A-A列车；列车分为“凤舞九天”、“天涯海角”、“回首之约”三种不同的系列，由3节特色车厢和1节主题车厢组成，外观、内饰均结合三亚特色，进行定制化设计。该车在中国大陆动车组中首次配置自助咖啡奶茶机、啤酒机、AI拍照打卡机。